# علي الهاشمي
السيّد علي بن الحسين الموسوي الغريفي المعروف بـالهاشمي (1908 - 23 فبراير 1976) كاتب وشاعر عراقي في القرن 20 م.  ولد في النجف في عائلة شيعية اثنا عشرية من السادة الغريفيين. تلقى تحصيله على مهدي الاعرجي وعلي ثامر وعلي كاشف الغطاء فاشتهر من الخطباء الحسينيين في العراق والخليج وشاعراً ومؤلفاً. له مؤلفات عديدة في التاريخ الإسلامي والعراق. توفي في الكاظمية ودفن في النجف.

## سيرته
ولد علي بن الحسين بن صالح بن باقر بن عبد الكريم الموسوي الغريفي في النجف سنة 1326 هـ ونشأ ودرس بها. ينتهي نسبه إلى السادة الغريفيين في العراق ولكنه اشتهر بلقب الهاشمي. تلقى تحصيله العلمي ودراسته الدينية في النجف على مهدي الاعرجي وعلي ثامر وعلي كاشف الغطاء. ثم استفاد أساليب الفصاحة والبيان عن صالح الحلي ومحمد حسين الفخرائي/الفيخرايي فاشتهر خطيباً حسينياً وشاعراً ومؤلفاً.

توفي في 23 صفر 1396 هـ في الكاظمية، وحمل جثمانه إلى مسقط رأسه في النجف ودفن بها. اعقب هادي وفاضل وحسين وناجي.

## شعره
قال في فضل مسجد الكوفة:

## مؤلفاته
- ثمرات الأعواد
- صعصعة بن صوحان العبدي
- موسى الكاظم
- محمد بن الحنفية
- كميل بن زياد النخعي
- واقعة النهروان والخوارج
- واقعة الجمل
- الإيثار
- الحسين في طريقه إلى الشهادة
- قبور الصحابة في العراق
- الهاشميات
- عقيلة بني هاشم
- القصيدة الغراء في شيخ البطحاء أبي طالب
- علي بن أبي طالب
- شرح ميمية أبي فراس
- سعيد بن جبير
- المطالب المهمة
- جمع الفلسطينيات